# 25 de Mayo (Buenos Aires)
25 de Mayo es una ciudad argentina ubicada en el centro-norte de la provincia de Buenos Aires, cabecera del partido homónimo.
La ciudad fue fundada el 8 de noviembre de 1836.

## Población
Cuenta con 23 408 habitantes (Indec, 2010), lo que representa un incremento del 8 % frente a los 22 581 habitantes (Indec, 2001) del censo anterior.
| Gráfica de evolución demográfica de 25 de Mayo entre 1960 y 2010 |
|                                                                  |
| Fuentes: INDEC                                                   |

## Distancias
Distante 220 km (kilómetros) de Buenos Aires y 270 km de la capital provincial La Plata, se accede por ruta provincial 51, la que se puede conectar desde la Ruta Nacional 205, a la altura de Saladillo y en la Ruta Nacional 5 en el cruce cercano a Chivilcoy. También por ruta provincial 46 que llega desde el oeste, interconectando todo la zona noroeste.

## Historia
El nombre de la Ciudad y del Partido, corresponden a un homenaje rendido la constitución Primer Gobierno Patrio del los territorios del Río de la Plata el 25 de mayo de 1810
Este espacio del territorio bonaerense tiene su origen en lo que fuera el Fortín Mulitas durante la gobernación de Juan Manuel de Rosas.
Ante el permanente ataque de los malones, en los primeros días de noviembre de 1836, el teniente coronel Juan Isidro Quesada y su escuadrón llamado “Regimiento de Dragones N.º 1” , acamparon en la zona estableciendo “El Cantón de las Mulitas”, bastión inicial de la actual ciudad de 25 de Mayo. El nombre con que se lo bautizó respondía a la cantidad de esos cingulados (Dasypus hybridus) que habitaban el lugar.
La ciudad de 25 de Mayo toma como fecha de fundación el 8 de noviembre de 1836, día en que se instalara el cantón.
En 1847, el fortín sería trasladado a la parcela que actualmente ocupa la Iglesia principal de la ciudad, en tanto el terreno de lo que es hoy Plaza Mitre sería convertido en campo de instrucción y maniobra de las tropas. Por autorización del gobierno, el jefe de las fuerzas distribuye las tierras en pequeños solares para soldados y particulares que las solicitaron, con el objeto de que se formase un pueblo al amparo de los soldados, y para que éstos pudieran traer a sus familias al nuevo acontecimiento.

## El escudo

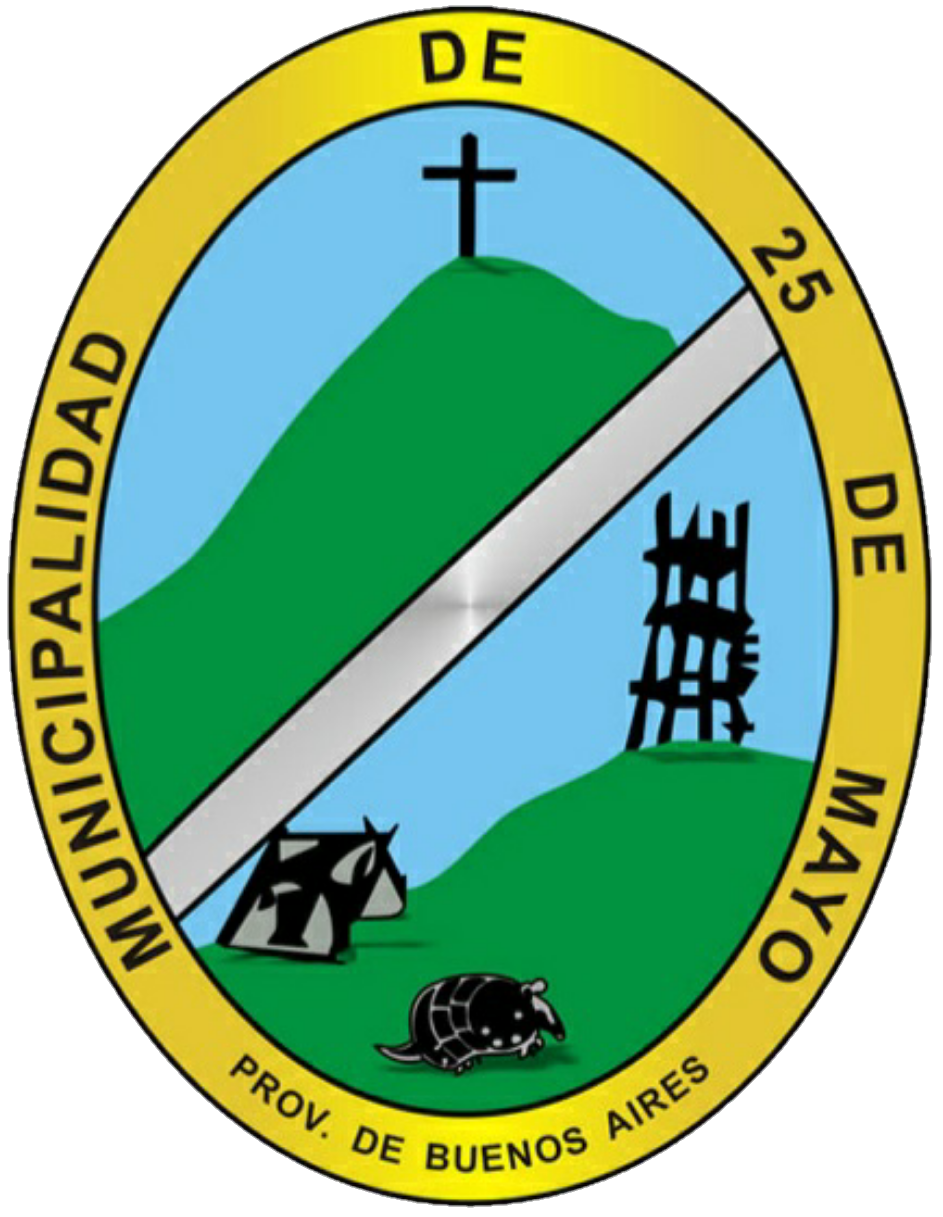
Escudo de la ciudad de, Provincia de Buenos Aires.

El escudo oficial de 25 de Mayo, obra de Carlos A. Grau, fue aprobado por el Consejo Deliberante el 6 de agosto de 1949. Su forma oval corresponde según su autor al estilo del escudo español. En el plano superior, el médano y la cruz de tacuara reproducen simbólicamente la primera fortificación instalada en el año 1828 con el nombre de Cruz de guerra. En la parte inferior se observa el mangrullo, una mulita y un toldo indígena que constituyen los elementos que integran gráficamente el histórico “Cantón de Las Mulitas”, fundado el 8 de noviembre de 1836 y que fuera origen de la localidad.

## Laguna Parque de las Mulitas

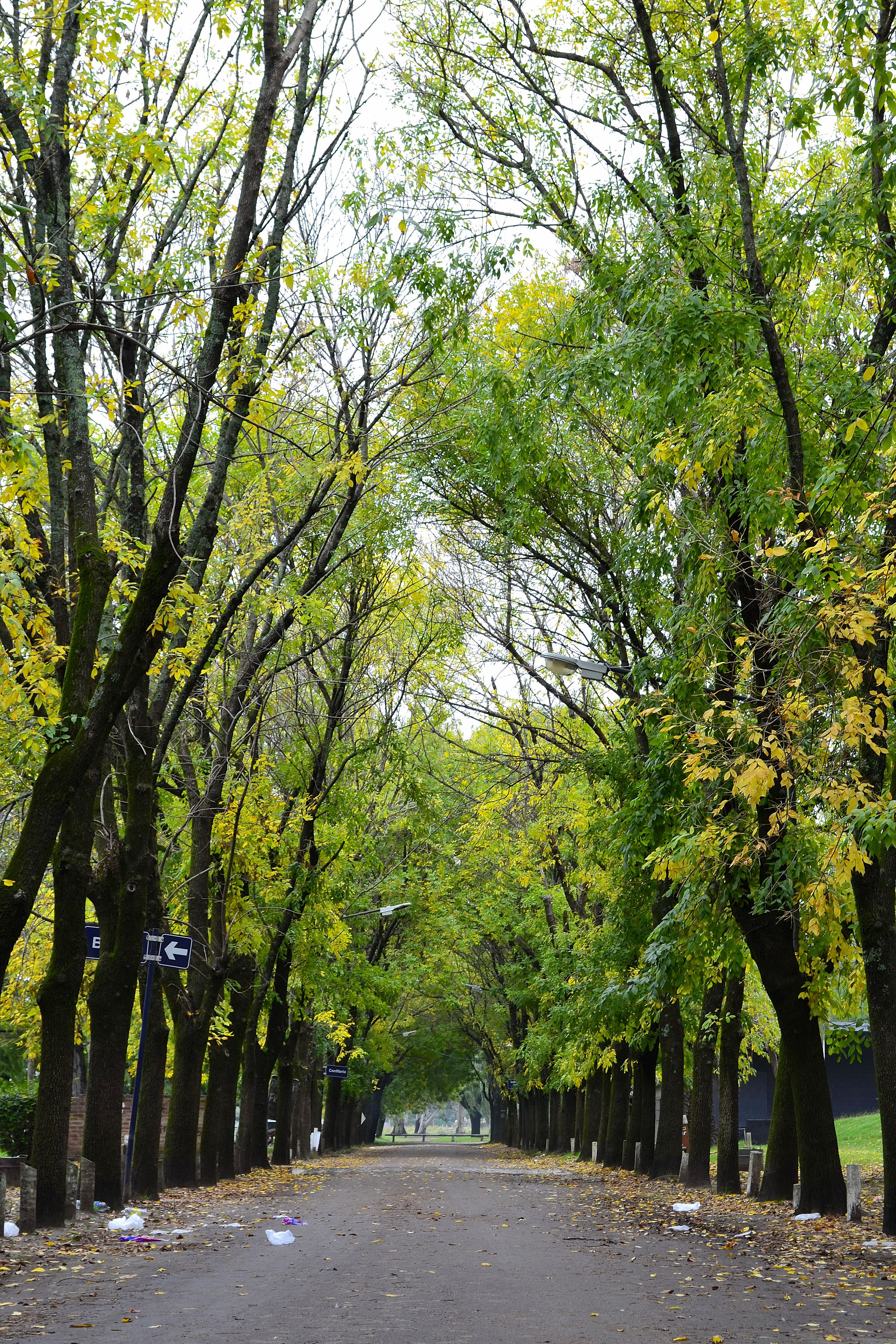
Fotografía del acceso al Parque Laguna Mulitas.

La Laguna Mulitas se encuentra ubicada a 1500 m (metros) de la plaza principal de 25 de Mayo. Allí se practica la pesca de tarariras, dientudos, bagres, carpas, desde la orilla o se puede alquilar un bote en la cantina del Club de Pesca para recorrer la laguna. Posee instalaciones con baños, parrillas, juegos para niños un anfiteatro donde se brindan diferentes tipos de espectáculos. En el boulevard de su entrada se realiza el carnaval de la ciudad.

## Religión

### Parroquias de la Iglesia Católica
| Diócesis  | Nueve de Julio             |
| --------- | -------------------------- |
| Parroquia | Nuestra Señora del Rosario |

Además, hay presencia de numerosas congregaciones protestantes en sus múltiples vertientes.